# Divinka
Divinka (węg. Kisdivény, do 1899 Divina) – wieś gminna (obec) na Słowacji, w powiecie Żylina.
Wieś po raz pierwszy wzmiankowana była w 1393 (jako Kys Dyvyne). Początkowo należała do panów na zamku Lietava, a potem Budatin. Ludność trudniła się rolnictwem, hodowlą zwierząt i pracami leśnymi.
Współcześnie wychodzą z niej szlaki turystyczne we wschodnią część Jaworników.
Znajduje się w niej renesansowy kasztel z przełomu XVI i XVII wieku; północną część dobudowano w 1723. Całość tworzy kształt litery L. Obiekt jest w złym stanie, mimo że przeszedł remont w latach 80. XX wieku – jeszcze do niedawna odbywały się w nim zabawy wiejskie oraz dyskoteki, obecnie jest zamknięty.
Innym zabytkiem jest kościół z XVIII wieku. W okolicy znaleziono również ślady grodzisk kultury łużyckiej i z okresu Wielkich Moraw.